# Jiří Hertl
Jiří Hertl (24. dubna 1917, Praha – 25. ledna 1975) byl československý hokejista.

## Hráčská kariéra
- 1937–1938 - I. ČLTK Praha
- 1938–1939 - I. ČLTK Praha
- 1939–1940 - LTC Praha
- 1940–1941 - LTC Praha
- 1941–1942 - LTC Praha
- 1942–1943 - LTC Praha
- 1943–1944 - LTC Praha